# Matang Peureulak
Matang Peureulak is een bestuurslaag in het regentschap Aceh Timur van de provincie Atjeh, Indonesië. Matang Peureulak telt 641 inwoners (volkstelling 2010).